# Henbadhoo
Henbadhoo (ou Hembadhoo) est une petite île inhabitée des Maldives. Elle constitue une des îles-hôtel des Maldives en accueillant le Hembadhoo Island Resort en 1982. Rénové en 1997, il s'appelle désormais le Taj Coral Resort.

## Géographie
Henbadhoo est située dans le centre des Maldives, à l'Ouest de l'atoll Malé Nord, dans la subdivision de Kaafu.